# Zwet (toponiem)
Het toponiem zwet (of zwette) betekent grens. Vandaar dat veel wateren deze naam dragen, onder andere bij Leeuwarden (als Zwette) en Jisp in het Wormer- en Jisperveld. Zij vormen de grens tussen twee gebieden.
In de provincie Groningen worden de sloten tussen twee landeigenaren zwetsloten genoemd. Ze stonden veelal onder de schouw van het waterschap.

## Valse vrienden
De namen Zoeterwoude, Zoetermeer en Zwiet (Weipoortse Vliet) zijn vroeger ten onrechte in verband gebracht met zwet; ze gaan echter terug op waternamen met de betekenis 'zoet'. Zwiet is verbonden met het Oudfriese woord swête, 'zoet', niet te verwarren met het Friese swete, 'grens'. Ook de aanduiding 'zwart' in toponiemen wordt in verband gebracht met zwet, maar deze kan gewoon naar de kleur verwijzen, zoals bij Zwartewaal en Zwartsluis.

## Toponiemen

### Plaatsnamen
- Zwet, gemeente Ridderkerk
- Zweth, gemeente Midden-Delfland en Rotterdam (Overschie).
- Zwinderen, gemeente Coevorden

### Watergangen en polders
- de Barkelazwet
- Zwetterpolder
- De Zwette
- De Zwettepoel
- Het Zwettegebied
- Zweth (Westland)
- Zwadde

### Straatnamen
- Den Adelszwet (weg in Rijsenhout), gemeente Haarlemmermeer